# Leopolda
Leopolda je žensko osebno ime.

## Izvor imena
Ime Leopolda je ženska oblika imena Leopold.

## Različice imena
Leopoldina, Polda, Poldi, Poldica, Poldika, Poldija, Poldka

## Pogostost imena
Po podatkih Statističnega urada Republike Slovenije je bilo na dan 31. decembra 2007 v Sloveniji število ženskih oseb z imenom Leopolda: 162. Med vsemi ženskimi imeni pa je ime Leopolda po pogostosti uporabe uvrščeno na 456. mesto.

## Osebni praznik
V koledarju je se ime Leopolda uvršča k imenu Leopold; god praznuje 2. aprila ali pa 15. novembra.